# فرودگاه شهری کلووردیل
فرودگاه شهری کلووردیل (به انگلیسی: Cloverdale Municipal Airport) یک فرودگاه است که یک باند فرود آسفالت دارد و طول باند آن ۹۶۲ متر است. این فرودگاه در کشور ایالات متحده آمریکا قرار دارد .